# GeForce Tesla V100

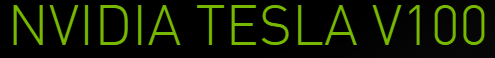
Nvidia Tesla V100

GeForce Tesla V100 — графічний прискорювач Nvidia, який використовується у професійній сфері та спрямований на підвищення продуктивності в навчанні нейронних мереж.
10 травня 2017 року в Сан-Хосе на конференції NVIDIA презентували нову архітектуру графічних процесорів Volta. Ця архітектура повинна сприяти розвитку штучного інтелекту і досягненню нових висот у цій сфері. Перший процесор на базі Volta — це GPU для дата-центрів Tesla V100, який забезпечує надвисоку швидкість і масштабованість навчання та інференса глибоких нейронних мереж, а також прискорює високопродуктивні й графічні обчислення.
В основі Volta, сьомого покоління графічних архітектур Nvidia, знаходиться 21 млрд транзисторів, що забезпечують продуктивність в задачах глибокого навчання, еквівалентну 100 CPU. Пікова продуктивність Volta в 5 разів вища попередньої архітектури Pascal.
Volta стає новим стандартом високопродуктивних обчислень. Завдяки поєднанню ядер CUDA та нового ядра Volta Tensor в уніфікованій архітектурі, один сервер на базі GPU Tesla V100 зможе замінити сотні центральних процесорів у високопродуктивних обчисленнях. Має 32 ГБ пам'яті.

## Архітектура
Основою для прискорювача Tesla V100 слугує графічний процесор Nvidia GV100. Цей GPU виготовляють за 12-нанометровими технологічними нормами FinFET на потужностях TSMC і нараховує більше 21 млрд транзисторів. Площа кристалу становить 815 кв.мм.
Новий GPU фізично включає 84 потокових мультипроцесорів, при цьому прискорювач Tesla V100 оперує 80 такими блоками. Кожний мультипроцесор нараховує 64 ядра CUDA, а також по вісім ядер Tensor, які розроблені спеціально для задач машинного навчання.
Всього чип містить 5376 ядер CUDA, із яких у Tesla V100 активно 5120 одиниць, і 640 ядер Tensor. Завдяки цим ядрам Tesla V100 забезпечує продуктивність 120 Тфлопс в глибокому навчанні, що еквівалентно 100 CPU.
Максимальна робоча частота графічного процесора GV100 становить 1455 МГц. Підсистема пам'яті представлена 16 гігабайтами НВМ2 виробництва Samsung з 4096-розрядним інтерфейсом, що забезпечує пропускну спроможність на рівні 900 Гбайт/с, збільшує смугу пропускання на 50 % у порівнянні з попереднім поколінням.
Прискорювач Nvidia Tesla V100 оснащується двонапрямним інтерфейсом NVLink другого покоління з пропускною здатністю 300 ГБ/с. Максимальне споживання енергії пристрою складає 300 Вт.

## Сфери використання
Найбільші можливості використання нової GPU Tesla V100 в галузі індивідуального підходу до лікування ракових захворювань та в прогнозуванні циклонів, при створенні віртуальних асистентів, які спроможні вільно вести бесіду, а також у виявленні дорожньої розмітки та навчанні безпілотного автомобіля керуванню.
Вирішення подібного роду завдань вимагає навчання експоненціально складніших моделей нейронних мереж у стислі терміни. Завдяки 43000 ядер Tensor, модель NVIDIA Tesla V100 є першим прискорювачем, який подолав бар'єр продуктивності в 100 тера-операцій в секунду (TOPS), в задачах глибокого навчання. Моделі, навчання яких займало тижні на системах попереднього покоління, тепер можна натренувати всього за кілька днів. Завдяки такому серйозному скороченню часу, що витрачається на тренування алгоритмів, штучний інтелект може вирішити абсолютно нові проблеми.
Наприклад: HPC (High Performance Computing, високопродуктивні обчислення). Вони є фундаментальними засадами сучасної науки і вчені постійно використовують великі обчислювальні системи для моделювання нашого світу і прогнозування подій у ньому. Штучний інтелект розширює можливості HPC, дозволяючи вченим аналізувати великі обсяги даних і добувати корисну інформацію там, де одні симуляції не можуть дати повну картину того, що відбувається.
Прискорювач NVIDIA Tesla V100 створений для того, щоб забезпечити злиття HPC і штучного інтелекту. Новинка відмінно може себе проявити як в обчисленнях для проведення симуляцій, так і в обробці даних для вилучення з них корисної інформації. Завдяки об'єднанню в одній архітектурі ядер CUDA і Tensor, сервер, оснащений графічними прискорювачами Tesla V100, може замінити сотні звичайних CPU-серверів, виконуючи традиційні завдання HPC і штучного інтелекту. Тепер кожен вчений може дозволити собі суперкомп'ютер, який допоможе у розв'язанні різноманітних проблем, таких як прогнозування погоди, створення нових ліків та пошук джерел енергії.